# Allée Maya-Surduts
L'allée Maya Surduts est une rue des 11e et 20e arrondissements de Paris, en France, aménagée en rambla.

## Situation et accès
Elle débute au rue Alexandre-Dumas et se termine rue des Vignoles. Elle se situe sur le terre-plein central du boulevard de Charonne.
Elle se situe entre l'allée Neus-Català et l'allée Pierre-Bérégovoy.
Ce site est desservi par la ligne 2 à la station Alexandre Dumas.

## Origine du nom
Elle porte le nom de la féministe française Maya Surduts (1937-2016), née à Riga, en Lettonie.

## Historique
Cette allée prend sa dénomination actuelle en 2017.

## Bâtiments remarquables et lieux de mémoire
- Jardin Damia
- Un marché bihebdomadaire se tient sur l'allée.